# Senička
Senička település Csehországban, a Olomouci járásban. Senička Náměšť na Hané, Senice na Hané és Bílsko településekkel határos. Lakosainak száma 362 fő (2024. január 1.).

## Népesség
A település lakosságának változását az alábbi diagram mutatja:
| Lakosok száma | 485  | 511  | 599  | 437  | 360  | 336  | 346  | 347  | 331  | 362  |
|               | 1869 | 1900 | 1921 | 1961 | 1980 | 2011 | 2016 | 2019 | 2021 | 2024 |